# بالدوميرو برلزا برلزا
بالدوميرو برلزا برلزا (بالإسبانية: Baldomero Perlaza)‏ (5 يونيو 1992 في كولومبيا - ) هو لاعب كرة قدم كولومبي في مركز الوسط. لعب مع أتليتيكو هويلا وإنديبنديينتي سانتا في وCortuluá ‏ وكوكوتا ديبورتيفو ‏.

## وصلات خارجية
- بالدوميرو برلزا برلزا على موقع قاعدة بيانات كرة القدم.إي يو (الإنجليزية)
- بالدوميرو برلزا برلزا على موقع Soccerway.com (الإنجليزية)
- بالدوميرو برلزا برلزا على موقع عالم كرة القدم.نت (الإنجليزية)
- بالدوميرو برلزا برلزا على موقع AS.com (الإسبانية)